# Ksenia Oestalova
Ksenia Aleksandrovna Oestalova (Russisch: Ксения Александровна Усталова; Jekaterinenburg, 14 januari 1988) is een Russische sprintster, die gespecialiseerd is in de 400 m. 

## Biografie
In 2010 nam Oestalova deel aan de Europese kampioenschappen in Barcelona. Op de 400 m won ze de zilveren medaille in een tijd van 49,92 s. Enkele dagen later won ze ook goud op de 4 x 400 m estafette (samen met Anastasia Kapatsjinskaja, Antonina Krivosjapka en Tatjana Firova).

## Titels
- Europees kampioene 4 x 400 m - 2010
- Europees juniorenkampioene 100 m – 2009
- Universitair kampioene 400 m - 2013
- Universitair kampioene 4 x 400 m - 2013
- Russisch kampioene 400 m – 2010

## Persoonlijke records
Outdoor
| Afstand | Prestatie | Datum        | Plaats    |
| ------- | --------- | ------------ | --------- |
| 400 m   | 49,92 s   | 30 juli 2010 | Barcelona |

Indoor
| Afstand | Prestatie | Datum            | Plaats          |
| ------- | --------- | ---------------- | --------------- |
| 300 m   | 37,09 s   | 7 januari 2010   | Jekaterinenburg |
| 400 m   | 52,80 s   | 13 februari 2010 | Moskou          |

## Palmares

### 400 m
- 2007:  EK U23 – 52,92 s
- 2009:  EK U23 – 51,74 s
- 2010:  EK – 49,92 s
- 2013:  Universiade - 52,98 s

### 4 x 400 m estafette
- 2007:  EK U23 – 3.33,95
- 2009:  EK U23 – 3.27,59
- 2010:  EK – 3.21,26
- 2011:  Universiade - 3.27,16
- 2013:  Universiade - 3.26,61